# Дворец Переньи (Виноградов)
Дворец Переньи (укр. Палац Перені) — бывший дворец и парк барона Жигмонда Переньи и его семьи. Расположен в юго-восточной части Виноградова (Закарпатская область) рядом с замком Канков, памятник архитектуры национального значения (№ 176). Один из старейших памятников дворцовой архитектуры в Украине.

## История
После штурма в 1557 году императорских войск под командованием Телекеши который штурмом взял и разрушил замок, где находился Переньи, он стал не пригодным для проживания. Барон решает построить дворец в городе недалеко от разрушеной крепости, чтобы в случае опасности можно было перейти в более стратегически выгодное и безопасное место. Для этого строители выбрали уже существующий дворец, построенный XIV веке. Первоначально он был одноэтажным, только в XVII веке достроили второй этаж. Первый этаж использовался под хозяйственные нужды, на втором были жилые помещения и большой зал. В последней размещалась фреска с изображением Агасфера и царицы Эстеры. Во времена Советского Союза дворец использовалось для районного отделения образования. Позже в замке была проведена реставрация.

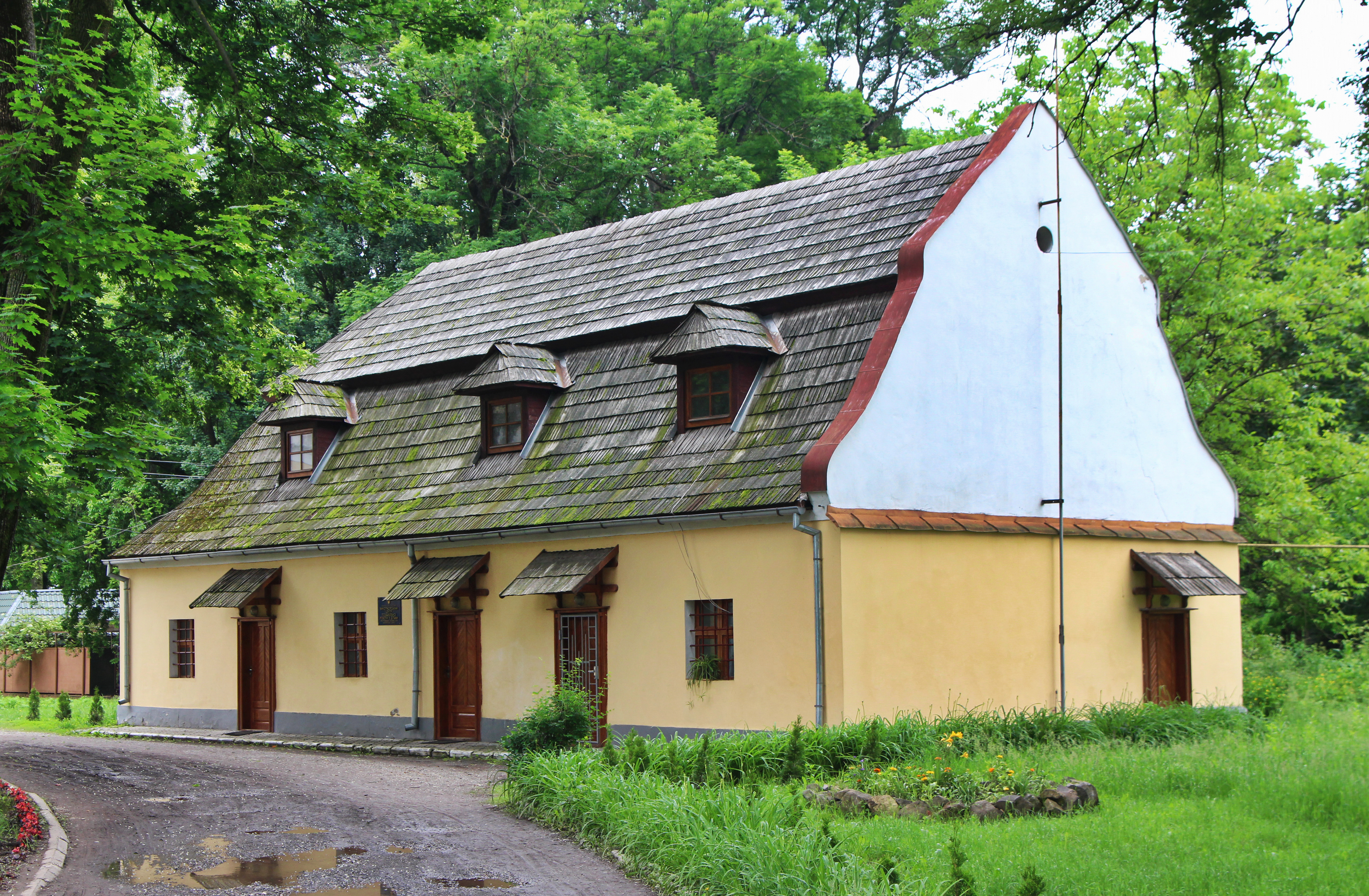
Служебный флигель

## Архитектура
Сооружение довольно массивное, прямоугольное и двухэтажное. Крайние четырёхугольные башни носят скорее всего архитектурно-декоративную роль, чем оборонительную. Дворец расположен среди древнего парка, в котором много красивых и редких растений. На фасадной стороне здания расположен стильный портал, а над ним, на высоком фронтоне располагается герб баронов Переньи. Стены дворца толстые и массивные, перекрытия сводчатые. Под строением имеются просторные подвальные помещения.